# Coupe du Prince Takamado
La Coupe du Prince Takamado est un tournoi international d'escrime rassemblant chaque année les meilleurs fleurettistes mondiaux dans la ville de Tokyo, Japon. Il a été nommé en hommage au prince impérial Norihito de Takamado, président honoraire de la fédération japonaise décédé en 2002 et figure populaire au Japon.

## Historique
Fondé en 1991, la Coupe a connu un grand nombre de changements de statuts. Depuis 2000, elle a d'abord été un Grand Prix féminin, jumelant une épreuve individuelle et par équipes, et un tournoi de Coupe du monde masculine (épreuve individuelle seule). En 2009, il sort du calendrier féminin, remplacé par un Grand Prix masculin jusqu'en 2013. Durant la saison 2010-2011, la formule change et les Grand Prix ne contiennent plus qu'une épreuve individuelle. Rétrogradée au rang de coupe du monde en 2014, la compétition est désormais de nouveau doublée d'une épreuve par équipes.

## Palmarès
| Éd.  | Vainqueurs           | Vainqueurs  | Vainqueurs   | Vainqueurs  |
| Éd.  | Messieurs            | Messieurs   | Dames        | Dames       |
| Éd.  | Individuel           | Par équipes | Individuel   | Par équipes |
| ---- | -------------------- | ----------- | ------------ | ----------- |
| 2023 | Alexander Massialas  | France      | Non disputé  | Non disputé |
| 2022 | Tommaso Marini       | États-Unis  | Non disputé  | Non disputé |
| 2019 | Alessio Foconi       | France      | Non disputé  | Non disputé |
| 2018 | Richard Kruse        | Italie      | Non disputé  | Non disputé |
| 2017 | Erwann Le Péchoux    | États-Unis  | Non disputé  | Non disputé |
| 2016 | Miles Chamley-Watson | Russie      | Non disputé  | Non disputé |
| 2015 | Alexander Massialas  | États-Unis  | Non disputé  | Non disputé |
| 2014 | Race Imboden         | Russie      | Non disputé  | Non disputé |
| 2013 | Gerek Meinhardt      | Russie      | Non disputé  | Non disputé |
| 2012 | Aleksey Cheremisinov | Non disputé | Non disputé  | Non disputé |
| 2011 | Non disputé          | Non disputé | Non disputé  | Non disputé |
| 2010 | Yūki Ōta             | Chine       | Non disputé  | Non disputé |
| 2009 | Radosław Glonek      | Italie      | Non disputé  | Non disputé |
| 2008 | Andrea Cassarà       | Non disputé | Nam Hyun-hee | Italie      |
| 2007 | Aleksey Cheremisinov | Non disputé | Nam Hyun-hee | Italie      |
| 2006 | Peter Joppich        | Non disputé | Nam Hyun-hee | Pologne     |
| 2005 | Yusuke Fukuda        | Non disputé | Aida Mohamed | Russie      |

## Note
1. ↑  Le tournoi existe depuis 1991, mais seuls les résultats depuis 2005 ont été conservés par la Fédération internationale d'escrime